# Cromoplast
Un Cromoplast és un orgànul que es pot veure en les cèl·lules vegetals acolorit de groc a taronja i que s'encarrega de la síntesi i emmagatzematge dels pigments.
Aquests orgànuls poden derivar de cloroplasts o de proplasts i són rics en pigments no clorofílics., com els xantòfils, els carotens, etc.
El canvi de color en la maduració de fruits com els tomàquets i els pebrots resulten d'una transformació dels cloroplasts en cromoplasts dins les cèl·lules del pericarp dels fruits.
Els cromoplasts no tenen aparentment cap paper metabòlic. Es parla de coevolució entre la planta i l'insecte: el color de la planta (a causa dels cromoplasts) atreu l'insecte que es nodreix de nèctar i de retruc pol·linitza la planta.
Els cromoplasts es divideixen en quatre tipus principals: 
- Globulars
- Tubulars
- Cristal·lins (rars)
- Membranosos.

Hi ha casos excepcionals de reconversió de cromoplasts en cloroplasts o en proplasts.
Recentment, s'ha demostrat que el cromoplast és capaç de produir ATP.

## Comparació

Els diferents tipus de plasts.

Interconversions plastidials.